# يورغن فرايدل
يورغن فرايدل (بالألمانية: Jürgen Friedl)‏ هو لاعب كرة قدم نمساوي، ولد في 29 يناير 1981 في سالزبورغ في النمسا. لعب مع نادي ريد بل سالزبورغ.

## وصلات خارجية
- يورغن فرايدل على موقع قاعدة بيانات كرة القدم.إي يو (الإنجليزية)